# Love 2
Love 2 – szósty album studyjny francuskiego duetu Air. Album został wydany 30 września 2009 roku w Japonii, a w pierwszym tygodniu października w pozostałych państwach świata. Jest to pierwszy krążek nagrany w ich własnym studiu nagraniowym - Atlas Studios.

## Historia
6 czerwca 2009 roku singiel "Do the Joy" został udostępniony do darmowego pobrania stałym subskrybentom newslettera grupy Air. Pierwszy oficjalny singiel z płyty "Sing Sang Sung" został wydany 25 sierpnia 2009 roku. W ramach promocji płyty została także zorganizowana wirtualna impreza na której można było przez 24 godziny słuchać piosenek z albumu.

## Lista utworów
| 1.  | "Do the Joy"                           | 2:59    |
|     |                                        |         |
| 2.  | "Love"                                 | 2:43    |
|     |                                        |         |
| 3.  | "So Light Is Her Footfall"             | 3:13    |
|     |                                        |         |
| 4.  | "Be a Bee"                             | 3:45    |
|     |                                        |         |
| 5.  | "Missing the Light of the Day"         | 4:26    |
|     |                                        |         |
| 6.  | "Tropical Disease"                     | 6:47    |
|     |                                        |         |
| 7.  | "Heaven's Light                        | 3:51    |
|     |                                        |         |
| 8.  | "Night Hunter"                         | 4:13    |
|     |                                        |         |
| 9.  | "Sing Sang Sung"                       | 3:08    |
|     |                                        |         |
| 10. | "Eat My Beat"                          | 2:44    |
|     |                                        |         |
| 11. | "You Can Tell It to Everybody"         | 4:09    |
|     |                                        |         |
| 12. | "African Velvet"                       | 3:47    |
|     |                                        |         |
| 13. | "Au Fond Du Rêve Doré"                 | 2:02    |
|     | Dostępna wyłącznie online              |         |
| 14. | "Danger Zone"                          | 3:58    |
|     | Dostępna tylko w preorder iTunes Store |         |
| 15. | "The Dream of Yi"                      | 5:29    |
|     | Tylko w iTunes                         |         |
| 16. | "Indian Summer"                        | 6:04    |
|     | Tylko w wersji japońskiej              |         |
|     |                                        | 1:03:18 |
|     |                                        |         |

## Notowania
| Notowanie (2009)                      | Najwyższa pozycja |
| ------------------------------------- | ----------------- |
| UK Albums Chart                       | 36                |
| USA Billboard 200                     | 100               |
| USA Billboard Dance/Electronic Albums | 4                 |